# Adolf Müller (lluitador)
Adolf Müller   (Suïssa, 11 d'abril de 1914 - 7 de juliol de 2005) fou un lluitador suís, que combinà la lluita lliure i la lluita grecoromana, guanyador d'una medalla olímpica.
El 1948 va prendre part en els Jocs Olímpics d'Estiu de Londres, on guanyà la medalla de bronze en la competició del pes ploma del programa de lluita lliure. En aquests mateixos Jocs disputà, sense sort, la prova del pes ploma del programa de lluita grecoromana.